# Dee Pee
 Denne artikel bør gennemlæses af en person med fagkendskab for at sikre den faglige korrekthed.

Per Pedersen (født 1965), bedre kendt under kunstnernavnet Grandmaster Dee Pee, er en dansk hiphop musiker og rapper, der betragtes som en af de første personer i Danmark, der var med til at stifte den danske hiphop-kultur i 1982 under et High School Ophold i byen Rochester, USA.[kilde mangler] Han var den første officielle dansk mester i Breakdance/Electric Boogie i 1984,[kilde mangler] hans pokal fra dengang er i dag udstillet på det danske musik/rock museum Ragnarock. Han var i 1986 var med til at danne rapgruppen Rockers by Choice.
 Grandmaster Dee Pee har de sidste mange år haft sit eget solo projekt Grandmaster Dee Pee & Soul Investors, hvor han i 2016 udgav EP`en "Soul Investor" , i 2017 har GMDP 35 års Hip Hop jubilæum (læs Dansk Hip Hops 35 års jubilæum) , og det blev fejret med en kæmpe koncert i Amager Bio den 18. november.
I 2019 tog Grandmaster Dee Pee og Rockers By Choice på en landsdækkende 30 års jubilæumsturné for udgivelsen af deres debut album Opråb til det danske folk 1989, hvilket udmøntede sig i tre udsolgte koncerter i Amager Bio på hjemøen Amager.
2022 Bliver selvbiografien og bogen Det stille vand den dybe grund udgivet, bogen beskriver samtidig også historien om hans 40 år i hiphop..